# Javier Sansó León
Javier Sansó León (Massalfassar, 9 de febrer de 1984), més conegut com a Javi, és un jugador professional de pilota valenciana, mitger en la modalitat d'Escala i corda, en nòmina de l'empresa ValNet.
Va debutar el 1999 al Trinquet de Pelayo (València). Javi destaca per la seua forta pegada esdevenint un dels pilotaris amb un colp més violent i potent de la nòmina professional de la pilota valenciana. Del seu palmarés destaquen importants trofeus dels denominats de curta durada com el Màsters Ciutat de València o el Trofeu Vidal, i dels de llarga durada ha conquerit la Copa Diputació de 2012 junt amb Puchol II així com dos subcampionats del Circuit Bancaixa a les edicions de 2010 i 2012 amb els rests Pedro i Fageca respectivament.
En 2016 la banda de Massalfassar li va dedicar un pasdoble.

## Palmarès
- Campió de la Copa Diputació: 2012
- Subcampió del Circuit Bancaixa: 2010 i 2012
- Campió del Màsters Ciutat de València: 2011
- Subcampió del Màsters Ciutat de València: 2010
- Campió Lliga Caixa Popular: 2003
- Subcampió del Trofeu Caixa Rural de Vila-real: 2010
- Subcampió del Trofeu Festes fundacionals de Massamagrell: 2010
- Subcampió del Trofeu Nadal de Benidorm: 2006
- Subcampió del Trofeu Universitat de València: 2010
- Subcampió del Trofeu Vidal: 2010
- Campió Trofeu Hnos. Viel de Sueca: 2011
  - Subcampió del Trofeu Hnos. Viel: 2012
- Subcampió del Trofeu Ciutat de Llíria: 2012
- Subcampió del Trofeu Mancomunitat de la Ribera Alta: 2012
- Campió del Trofeu Vidal: 2012
- Subcampió del Trofeu Superdeporte: 2012
- Campió del Trofeu Tio Pena de Massamagrell: 2012